# Dulia
Dulia est une localité du territoire d’Aketi dans le Bas-Uele, en République démocratique du Congo. Elle est située dans le sud du secteur Avuru-Gatanga à quelques kilomètres au nord de l’Itimbiri. La route Transafricaine 8 Lagos-Mombasa passe par Dulia. Dulia est l’extrémité est de la RN6, la reliant à Aketi, Bunduki, Bumba. Elle est aussi traversée par la RN4, la reliant à Bondo au nord et Buta, Banalia et Kisangani au sud.